# Tropicanus bicornis
Tropicanus bicornis är en insektsart som beskrevs av Rauno E. Linnavuori 1959. Tropicanus bicornis ingår i släktet Tropicanus och familjen dvärgstritar. Inga underarter finns listade i Catalogue of Life.